# Sân bay Duy Phường
Sân bay Duy Phường là một sân bay tại Duy Phường, tỉnh Sơn Đông, Trung Quốc.

## Hãng hàng không và điểm đến
| Hãng hàng không        | Các điểm đến                                                                        |
| ---------------------- | ----------------------------------------------------------------------------------- |
| China Express Airlines | Trùng Khánh, Dalian                                                                 |
| Hainan Airlines        | Bắc Kinh-Thủ đô, Đại Liên, Guangzhou, Hàng Châu, Ninh Ba, Shanghai-Pudong, Shenyang |